# مات جاكسون (مصارع محترف)
مات جاكسون (بالإنجليزية: Matt Jackson)‏ هو مصارع محترف أمريكي، ولد في 13 مارس 1985 في رانتشو كوكامونغا في الولايات المتحدة.

## وصلات خارجية
- مات جاكسون على موقع CageMatch worker (الإنجليزية)

- مات جاكسون على موقع IMDb (الإنجليزية)